# Guardadamas
El guardadamas era un antiguo empleo de la Casa Real cuyo principal ministerio era el de ir a caballo al estribo del coche de las damas para que nadie llegase a hablarles. 
Después, sus atribuciones se limitaron al cargo de despejar la sala del cuarto de la reina en las funciones públicas.